# Мирян
Миря́н (кор. 밀양시?, 密陽市?, Miryang-si) — город в провинции Кёнсан-Намдо, Южная Корея.

## История
В эпоху древнекорейского племенного союза Пёнхан на территории современного Миряна жило племя под именем Миримдонгук. Название «Мирян» упоминается в связи с его присоединением к государству Силла в 505 году. В 757 году после административной реформы в Силла Мирян стал называться Мильсун и получил статус уезда (кун). В 995 году, в эпоху Корё Мильсун стал называться Мильджу, а в 1018 году название вновь было изменено, на этот раз на Мильсонгунса. В 1285 году ван Корё изменил название и статус поселения. Теперь оно стало называться уездом Мильсон. В 1390 году Мирян получил своё современное имя, однако уже в 1392 году Мирян был опять переименован в Мильсон. Окончательно поселение стало называться Миряном с 1415 года. Статус города (си) был получен в 1989 году.

## География
Мирян расположен в северо-восточной части провинции Кёнсан-Намдо на полпути из Пусана в Тэгу недалеко от Корейского пролива, отделяющего Южную Корею от Японии. Ландшафт преимущественно горный, самые высокие горы — Унмунсан (1189 м.), Чэяксан (1189 м.), Вааксан (937 м.) и Каджисан (1240 м.). Две крупные реки протекают через территорию города — это Нактонган и Мирянган.

## Административное деление
Мирян административно делится на 2 ыпа, 9 мёнов и 5 тонов (донов):

| Название     | Хангыль  | Площадь, км² | Население, чел | Внутреннее деление |
| ------------ | -------- | ------------ | -------------- | ------------------ |
| Самнанджинып | 삼랑진읍 | 78,37        | 8 784          | 13 ри              |
| Ханамып      | 하남읍   | 9 762        | 37,09          | 8 ри               |
| Муанмён      | 무안면   | 100,33       | 6 646          | 20 ри              |
| Пубукмён     | 부북면   | 55,31        | 7 467          | 16 ри              |
| Санвемён     | 산외면   | 35,41        | 3 143          | 6 ри               |
| Сандонмён    | 상동면   | 52,01        | 3 423          | 8 ри               |
| Саннаммён    | 상남면   | 56,11        | 11 719         | 9 ри               |
| Саннэмён     | 산내면   | 107,49       | 4 205          | 8 ри               |
| Танджанмён   | 단장면   | 142,12       | 4 542          | 12 ри              |
| Чходонмён    | 초동면   | 48,45        | 4 135          | 12 ри              |
| Чхондомён    | 청도면   | 57,44        | 2 214          | 7 ри               |
| Кагоктон     | 가곡동   | 6,21         | 10 509         |                    |
| Кёдон        | 교동     | 4,61         | 8 055          |                    |
| Нэидон       | 내이동   | 3,06         | 10 347         |                    |
| Нэильдон     | 내일동   | 12,07        | 5 309          |                    |
| Саммундон    | 삼문동   | 2,93         | 15 936         |                    |

## Туризм и достопримечательности
- Буддийский храм Пхёчхонса эпохи государства Силла (VII век). Считается, что в этом храме монах Ирён закончил написание своего знаменитого труда «Самгук Юса».[4]
- Конфуцианский институт Еримсовон, основанный в XV веке. Сейчас представляет собой музей под открытым небом.[5]
- Гора Кумансан высотой 785 метров. По горе проложено несколько пеших маршрутов для занятия горным туризмом. На склонах горы есть несколько родников и водопад Куман-Пхокпхо.[6]
- Мирянский фестиваль искусств — проводится ежегодно в октябре. В рамках фестиваля проводятся художественные выставки, выступления фольклорных коллективов, ярмарка местных ремёсел.[7]

## Города-побратимы
Мирян имеет несколько городов-побратимов:
- Ясуги (префектура Симане), Япония — с 1990.
- Омихатиман (префектура Сига), Япония — с 1994.
- Берген (штат Нью-Джерси), США — с 2004.
- Намвон (провинция Чолла-Пукто), Южная Корея — с 1999.

## Символы
Как и другие города и уезды Южной Кореи, Мирян имеет ряд символов:
- Дерево: сосна — острые иголки хвои сосны символизируют стойкость духа жителей города.
- Птица: сорока — символизирует удачу и хорошие новости.
- Цветок: азалия — символизирует процветание.
- Маскот: Мирян Ариран, персонифицирующий «Ариран», известную народную песню корейцев.